# Dolinje (Tolkienova mitologija)
Za Anduinsko Dolinje glej Dolinje Anduina.
Dolinje je v Srednjem svetu skupek dolin, ki obkrožajo Samotno goro. Poseljujejo ga Bardingi.